# Edward Stilgebauer

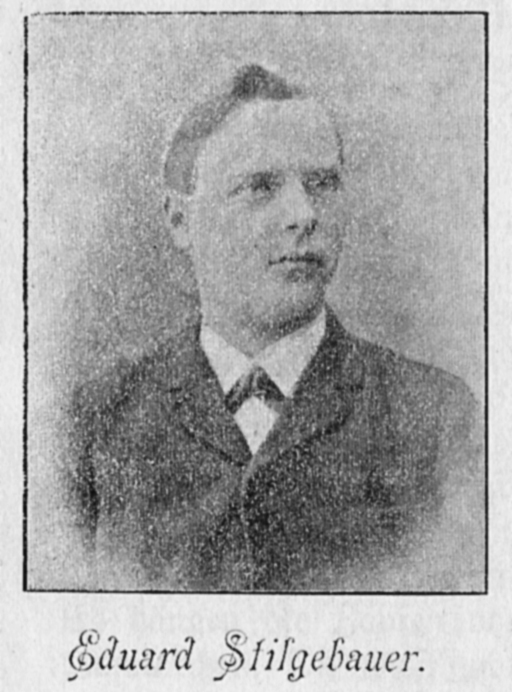
Edward Stilgebauer

Johannes Edward Alexander Stilgebauer (auch: Eduard Stilgebauer, * 19. September 1868 in Frankfurt am Main als Johannes Edward Alexander Stilgebauer; † 18. Dezember 1936 in San Remo) war ein deutscher Schriftsteller.

## Leben
Edward Stilgebauer war der Sohn des Pfarrers Otto Stilgebauer (1837–1905) an der evangelischen Katharinenkirche. Er wuchs anfangs in der Pfarrwohnung im Großen Hirschgraben sowie in Praunheim bei Frankfurt auf; ab 1874 lebte die Familie wieder in Frankfurt. Edward Stilgebauer besuchte das Gymnasium und legte dort 1888 die Reifeprüfung ab. Anschließend studierte er Romanistik an der Akademie in Lausanne, Theologie an den Universitäten in Marburg und Bonn, Germanistik an der Universität Berlin und ab 1890 Kunstgeschichte, Germanistik und Philosophie an der Universität Marburg. 1893 promovierte er mit einer literaturgeschichtlichen Arbeit an der Universität Tübingen zum Doktor der Philosophie. Danach leistete er seinen Militärdienst ab und ging wiederum nach Lausanne, wo er sich 1895 habilitierte und bis 1899 als Privatdozent unterrichtete. Anschließend lebte er ein Jahr lang als Korrespondent der Frankfurter Zeitung in Amsterdam. Ab 1901 wirkte er in Berlin als Chefredakteur der Zeitschrift Zur guten Stunde. Von 1906 bis 1914 lebte er als freier Schriftsteller in Bad Homburg vor der Höhe und in Frankfurt am Main. Seit Beginn des Ersten Weltkriegs hielt sich der überzeugte Pazifist Stilgebauer in der Schweiz auf und war Korrespondent diverser deutscher Zeitungen. Er lebte ab 1917 in Lugano und ab 1924 in San Remo.
Edward Stilgebauer war Verfasser von Romanen, Erzählungen, Gedichten und Theaterstücken. Während er bis in die 1920er Jahre ein erfolgreicher Autor war, wurden seine Werke nach 1933 in Deutschland nicht mehr aufgelegt. Am 29. März 1934 veröffentlichte der Deutsche Reichsanzeiger die zweite Ausbürgerungsliste des Deutschen Reichs, durch welche er ausgebürgert wurde. 1938 wurde ihm auf Betreiben der nationalsozialistischen Machthaber posthum von der Universität Tübingen der Doktortitel aberkannt und sein Gesamtwerk im gleichen Jahr in die „Liste des schädlichen und unerwünschten Schrifttums“ aufgenommen.

## Werke
- Das Jahr, Frankfurt a. M. 1885
- Herodes, Leipzig 1891
- Vom Wege, Leipzig 1892
- Grimmelshausens „Dietwald und Amelinde“, Gera (Reuß) 1893
- Menschenschicksal, München 1894
- Ada, Frankfurt a. M. 1895
- Frühlicht, Zürich [u. a.] 1896
- Das Opfer, Zürich [u. a.] 1896
- Geschichte des Minnesangs, Weimar 1898 (online – Internet Archive)
- Thomas Lindner, München 1899
- Neidhart von Reuenthal, Halle a.S. 1900
- Leben, München 1901
- Der neue Staat, München 1901
- Saulus von Tarsus, Berlin 1901
- Götz Krafft, Berlin
  1. Mit tausend Masten, Februar 1904
  2. Im Strom der Welt, November 1904
  3. Im engen Kreis, 1905 (online – Internet Archive)
  4. Des Lebens Krone, 1905
- Aus freudelosem Hause, Stuttgart 1906
- Neidhart, Berlin 1906
- Die Lügner des Lebens, Berlin
  1. Das Liebesnest, 1908
  2. Der Börsenkönig, 1907
  3. Bildner der Jugend, 1908
  4. Der Eroberer, 1909
  5. Die neue Stadt, 1910
  6. Purpur, 1911
  7. Pfarrer Schröder, 1912
- Die blaue Blume, Mainz 1908
- Der Minister, Frankfurt a. M. 1908
- Der moralische Teeabend, München 1908
- Der goldene Baum, Leipzig [u. a.] 1909
- Wally Sattler, Leipzig 1911
- Frühlingsopfer und anderes, Leipzig 1912
- Monte Carlo, Frankfurt a. M. 1912
- Das rote Gold, Dresden 1912
- Fasching und anderes, Leipzig 1913
- Harry. Ein Roman aus der ersten Hälfte des neunzehnten Jahrhunderts, Konstanz i. B. 1913 (online – Internet Archive)
- Das verlorene Paradies, Leipzig 1913
- Der Felsen von Monaco, Konstanz 1914
- In Sünden und anderes, Leipzig 1914
- Inferno. Roman aus dem Weltkrieg, Basel 1916 (online – Internet Archive)
- Junge und alte Liebe, Berlin 1916
- Den unbekannten Helden und andere Novellen, Berlin 1916
- Das Schiff des Todes, Olten 1917
- Briefe eines Einarmigen, Olten 1918
- Postpaket Nr. 475. Tragödie aus der Gegenwart in einem Akt, Olten 1918 (online – Internet Archive)
- Die Stunde der Entscheidung, Basel 1918
- Die brennende Stadt, Olten 1919
- Sei mündig, Volk!, Bern 1919
- Bürgerin Louise, Berlin 1920 (online – Internet Archive)
- Der schwarze Teufel von Campione, Hamburg 1920
- Ulla Ull, Berlin 1920
- Die galanten Abenteuer des Doktor Ribera, Berlin 1921
- Götz Kraffts Wanderzeit, Berlin, 2 Teile, beide 1921
- Die Königin des Weltbades, Hamburg 1921 (unter selbem Titel 1926 verfilmt)
- Der Garten Eden, Hamburg 1922
- Nord und Süd, Berlin 1923
- Landolt, Berlin 1924
- Letzte Liebe, Berlin 1924
- Monaco, Dresden 1924
- Der Yankee, Graz 1927
- Roman eines armen jungen Mädchens, Berlin 1929
- Das Himmelsguckerli, Rheinfelden 1932

### Übersetzungen
- Victor Margueritte: Prisma. Berlin 1927